# Phlegmariurus pithyoides
Phlegmariurus pithyoides är en lummerväxtart som först beskrevs av Diederich Franz Leonhard von Schlechtendal och Adelbert von Chamisso, och fick sitt nu gällande namn av B. Øllg. Phlegmariurus pithyoides ingår i släktet Phlegmariurus och familjen lummerväxter. Inga underarter finns listade i Catalogue of Life.